# Jisra'el Gutman
Profesor Jisra'el Gutman (hebrejsky ישראל גוטמן‎, ‎20. května 1923 Varšava, Polsko – 1. října 2013 Jeruzalém, Izrael) byl izraelský historik, profesor historie na Hebrejské univerzitě v Jeruzalémě a předseda Vědecké rady památníku Jad vašem.
Bojoval a byl raněn a zajat při povstání varšavského ghetta. Prošel koncentračními tábory Majdanek, Auschwitz, a poté pochodem smrti do Mauthausenu. Po konci druhé světové války emigroval do Izraele, kde se usadil v Jeruzalémě.
Byl šéfeditorem Encyklopedie holokaustu, která vyšla hebrejsky a anglicky v roce 1990.